# 5094 Seryozha
5094 Seryozha este un asteroid din centura principală de asteroizi.

## Descriere
5094 Seryozha este un asteroid din centura principală de asteroizi. A fost descoperit pe 20 octombrie 1982 la Observatorul de Astrofizică din Crimeea de Liudmila Karacikina. Asteroidul prezintă o orbită caracterizată de o semiaxă mare de 2,84 ua, o excentricitate de 0,09 și o înclinație de 1,7° în raport cu ecliptica.